# رايدر موفوكينغ
رايدر موفوكينغ (بالإنجليزية: Ryder Mofokeng)‏ هو لاعب كرة قدم ومدرب كرة قدم جنوب أفريقي في مركز الدفاع، ولد في 20 أغسطس 1950 في سويتو في جنوب أفريقيا، وتوفي في 2 يناير 2021. لعب مع كايزر تشيفز.